# 宝性寺 (葛飾区)
宝性寺（ほうしょうじ）は、東京都葛飾区にある真言宗智山派の寺院。

## 歴史
1570年（元亀元年）、亮歓によって開山された。1786年（天明6年）や1864年（弘化3年）の水害で多くの記録を失ったため、創建の経緯についての記録が錯綜している。一説では1612年（慶長18年）に道盤が創建したとも伝わる。
元々は別の場所に位置していたが、1915年（大正4年）に荒川放水路の開削により、現在地に移転した。

## 交通アクセス
- 堀切菖蒲園駅より徒歩3分（経路案内）。